# Essingebron

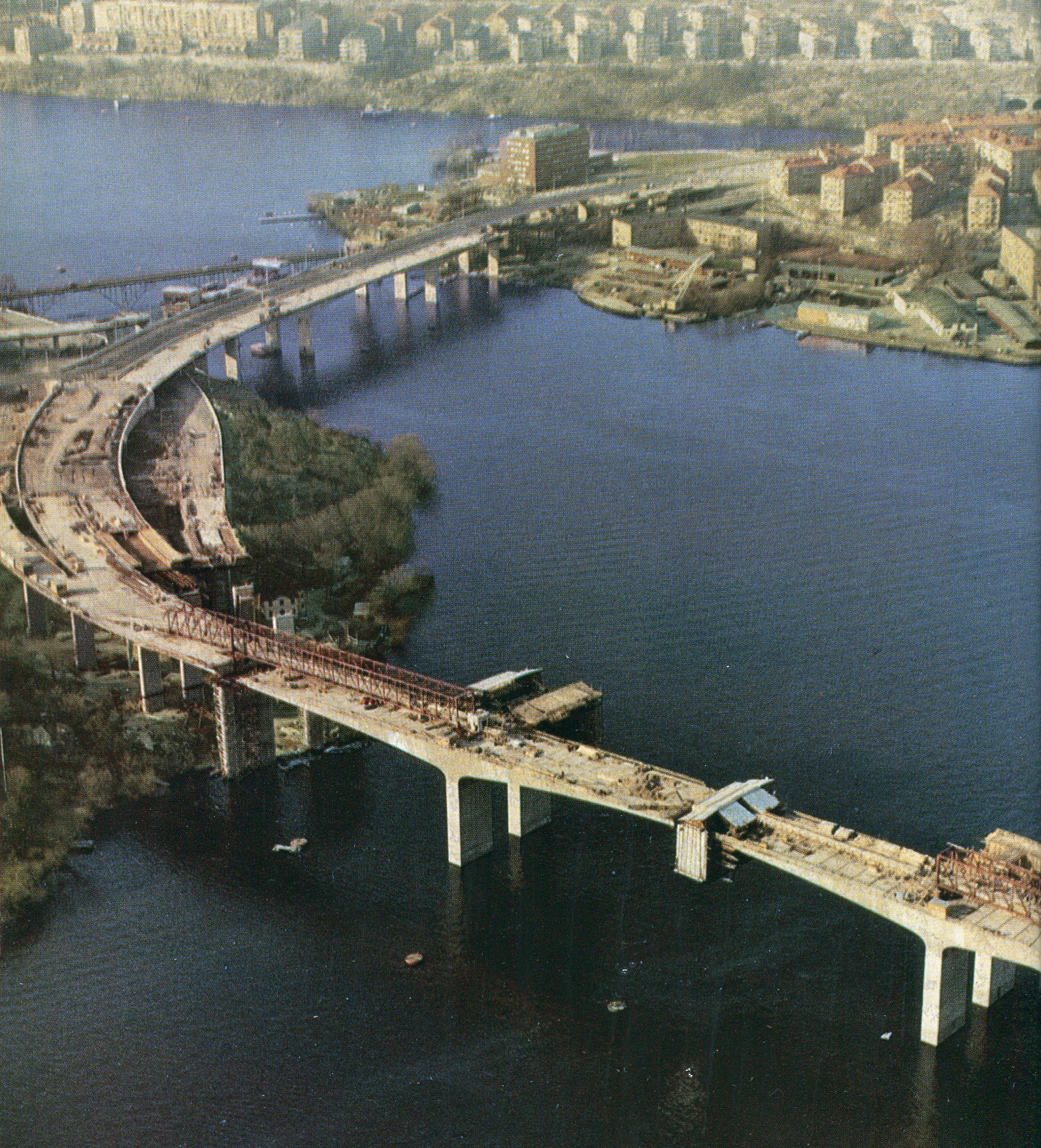
Gröndalsbron (närmast) och Essingebron, bygget i maj 1965.

Essingebron är tre parallella brospann, byggda mellan 1965 och 1967, som går över Essingedjupet mellan öarna Lilla Essingen och Stora Essingen i Stockholm. Två av brospannen ingår i Essingeleden och det tredje är en bro för lokaltrafik. Den första permanenta bron mellan Stora och Lilla Essingen var Stora Essingebron, en bågbro i stål med fem spann, som invigdes 1928 och revs i mitten av 1960-talet för att bereda plats för nuvarande broar. 

## Stora Essingebron
Se även: Lilla Essingebron, 1962 namnändrad till Mariebergsbron

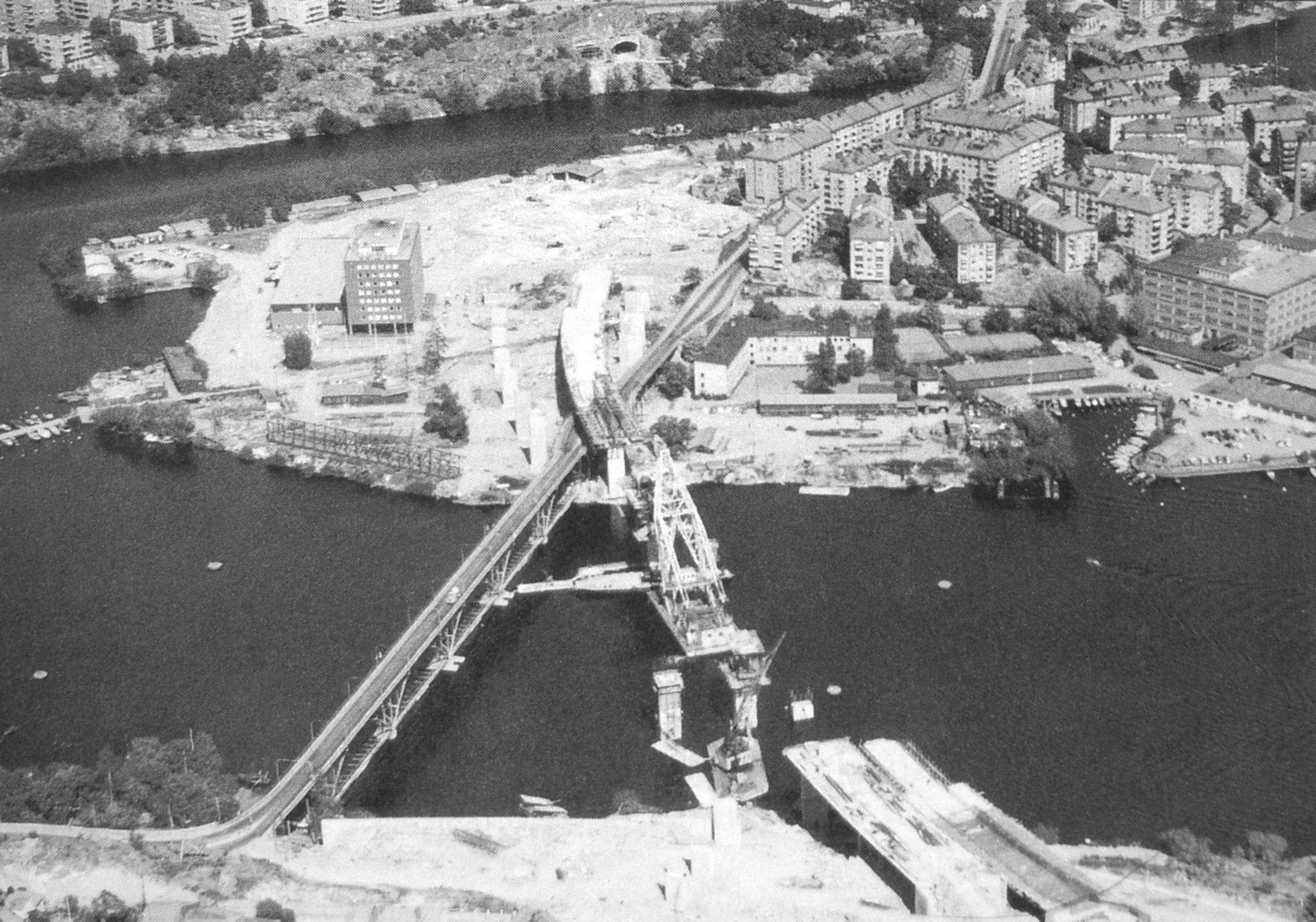
Essingebron under uppförande, maj 1963. Till vänster Stora Essingebron från 1928, i förgrunden syns pontonkranen Lodbrok som deltog i tunga lyft. Lodbrok kolliderade år 2005 med samma bro.

Den första Stora Essingebron byggdes 1917. Det var en flottbro för gångtrafik som hade en dragfärja över sjöfartsöppningen. Färjan ersattes 1921 med en klaffbro. Samma år började Stockholms hamnstyrelse planera för en permanent lösning. År 1927 beslöt Stockholms stadsfullmäktige att ersätta provisoriet och inbjöd några företag att lämna anbud på ett broförslag som hamnstyrelsens byggnadskontor hade utarbetat. Anbudsgivarna kunde även komma med egna förslag. 16 firmor inkom med anbud och efter gallring återstod åtta förslag som fick en estetisk granskning av arkitekt Erik Lallerstedt. Här presenterades bågbroar i betong och stål, hängbroar och valvbroar. 
Hamnstyrelsen bestämde sig för det lägsta anbudet som kom från Bergsunds Mekaniska Verkstad med Christiani & Nielsens svenska filial som underentreprenör och Paul Hedqvist som arkitekt. Deras anbud avsåg en bågbro i stål med tre spann, som enligt önskemål av Lallerstedt, blev till en bågbro med fem spann och som Hedqvist under projekteringens gång ritade alla lika stora.
Stålbågsbron uppfördes över sundets smalaste ställe, där bredden är 185 meter. Bron var förberedd för spårtrafik men kom att trafikeras bara av trådbussar. På Stora och Lilla Essingen fortsatte den som viadukt så att den totala längden blev 339 meter. Varje spann var 40 meter långt, bredden blev 7,6 meter, därav 5,2 meter för körbanan och den segelfria höjden var 13 meter.  Den 18 augusti 1927 påbörjades grundläggningsarbetena och i mars påföljande år igångsattes montaget för överbyggnaden. I november 1928 var invigningen och då beslöts även att brons namn skulle vara Stora Essingebron. Kostnaden exklusive tillfartsvägar uppgick till 620 000 kronor.
Stora Essingebron låg i vägen för nya Essingeleden och revs i mitten av 1960-talet. Den ersattes sedan av 1966 av Lokalbron som anlades strax sydost om Stora Essingebron (se nedan). Stora Essingebron var även platsen för Essingebroolyckan 1948, då en trådbuss störtade ner i vattnet och 11 personer omkom.

### Bilder, Stora Essingebron

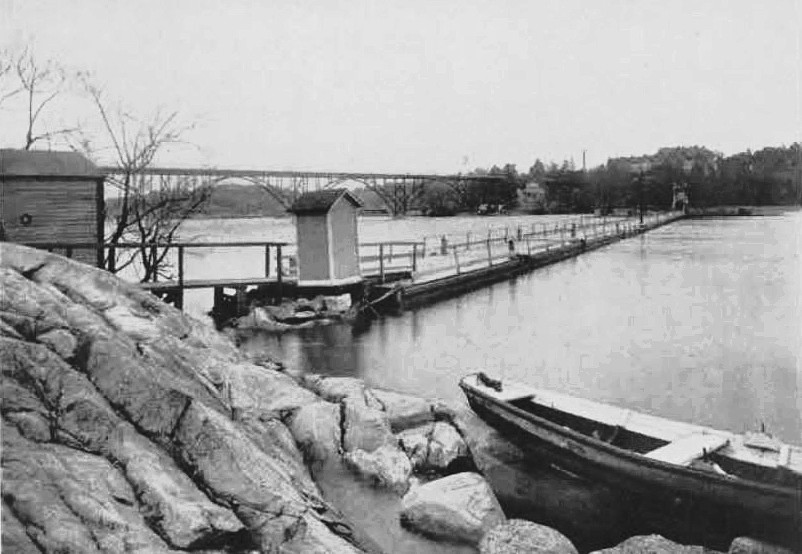
Gamla flottbron 1928
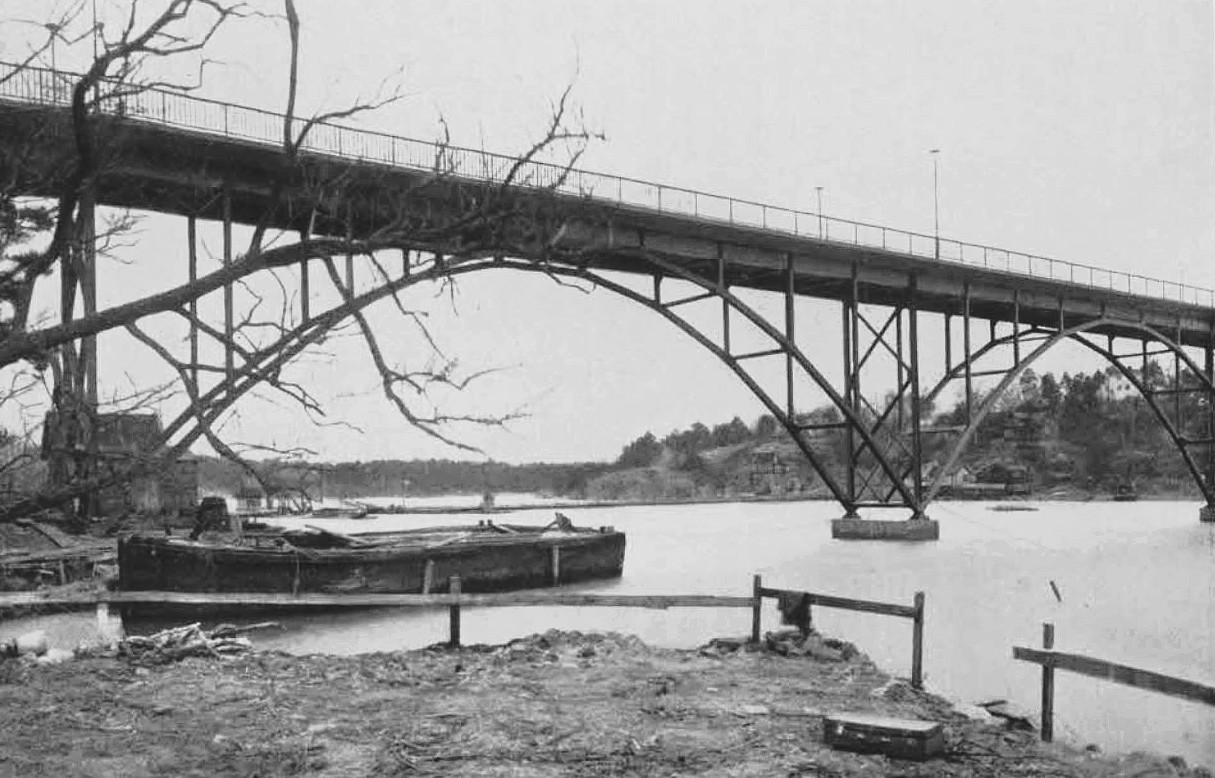
Nya bågbron 1928
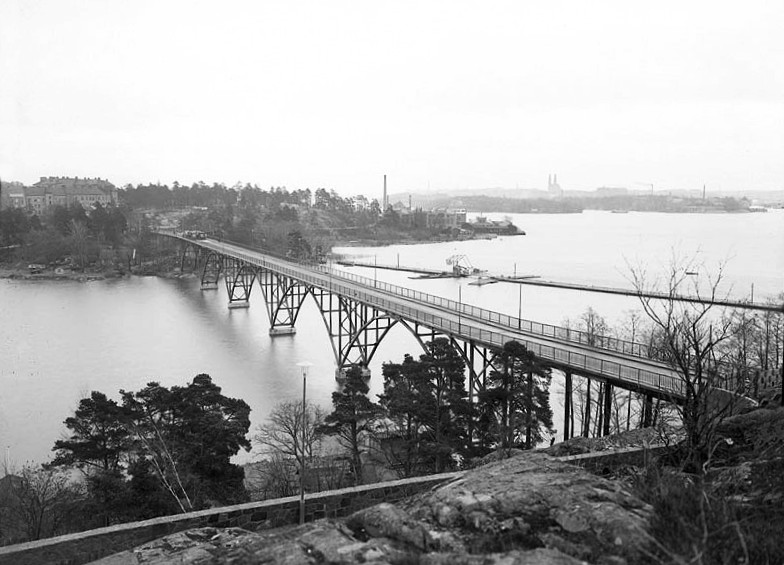
Stora Essingebron 1928 med gamla flottbron i bakgrunden
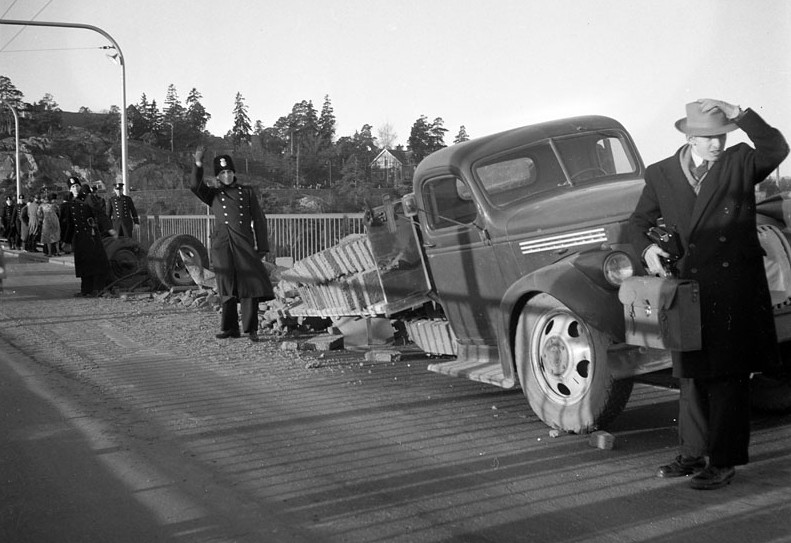
Essingebroolyckan 1948
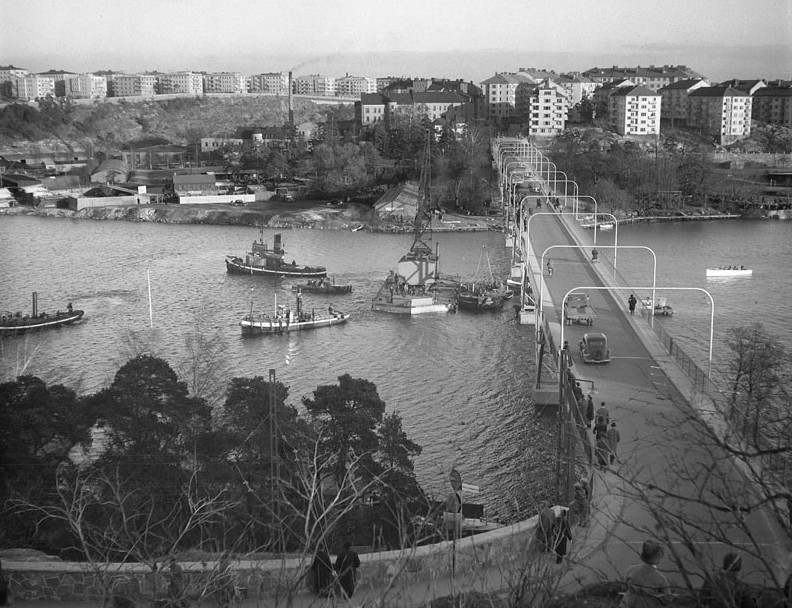
Bärgningsarbetet efter Essingebroolyckan 1948

## Essingebroarna

### Då och nu
| Till vänster syns Stora Essingebron kort före rivningen 1963, i bakgrunden pågår byggarbetena för Essingebron. Till höger visas samma vy från Essingeringen i oktober 2020. |  | Till vänster syns Stora Essingebron kort före rivningen 1963, i bakgrunden pågår byggarbetena för Essingebron. Till höger visas samma vy från Essingeringen i oktober 2020. |
| Till vänster syns Stora Essingebron kort före rivningen 1963, i bakgrunden pågår byggarbetena för Essingebron. Till höger visas samma vy från Essingeringen i oktober 2020. |  | |

### Lokalbron, Gamla Essinge broväg
Den västra bron är en lokalbro för lokaltrafik mellan Essingeöarna. Bron invigdes den 10 maj 1965 och ersatte då Stora Essingebron. Bron löper 6 meter väster om motorvägsbron. Avståndet mellan landfästena är 470 meter, längden över vatten är 200 meter och största spännvidden är 100 meter. Största bredd är 11 meter, själva körbanan är 8 meter bred. Den segelfria höjden är 15,2 meter. Hela lokalbron inklusive anslutande vägen fram till Essinge brogata på Lilla Essingen kallas sedan 1983 Gamla Essinge broväg.

### Motorvägsbron
Det östra broparet ingår i Essingeleden och invigdes 21 augusti 1966. Den bron är 470 meter lång, varav själva brodelen är 212 meter om vardera 56 meter, 100 meter och 56 meter. Bron ritades av arkitektföretaget AOS Arkitekter och konstruerades av kommunägda Gekonsult. Det tredje brospannet, även det i Essingeleden, invigdes 3 september 1967 i samband med högertrafikomläggningen varvid sydgående respektive nordgående motorvägskörbanor fick separata brospann. Totalt är motorvägsspannen 30 meter breda och den segelfria höjden är 15,2 meter. Essingebron är Sveriges mest trafikerade vägbro med 150 000 fordon/dygn i båda riktningar (2007). Innan bron öppnades för trafik testades bärigheten genom att 30 lastfordon fulla med grus placerades på bron.

### Olyckan 2005
Fredagen den 14 oktober 2005 kolliderade pontonkranen Lodbrok med brospannet för motorvägens norrgående körbanor. Det var samma bro som Lodbrok 40 år tidigare hjälpte till att bygga. Krocken orsakade sprickor och bron fick stängas under eftermiddagen, till en början stängdes också det närliggande spannet för södergående trafik. 
Trots att avstängningen främst berörde trafik mot rusningsriktningen blev köerna mycket omfattande eftersom Essingebron är den enda broförbindelsen utanför innerstaden, dessutom har de förbindelser genom innerstaden som tidigare användes delvis stängts eller smalnats av. Se kollisionen mellan Lodbrok och Essingebron.

## Nutida bilder

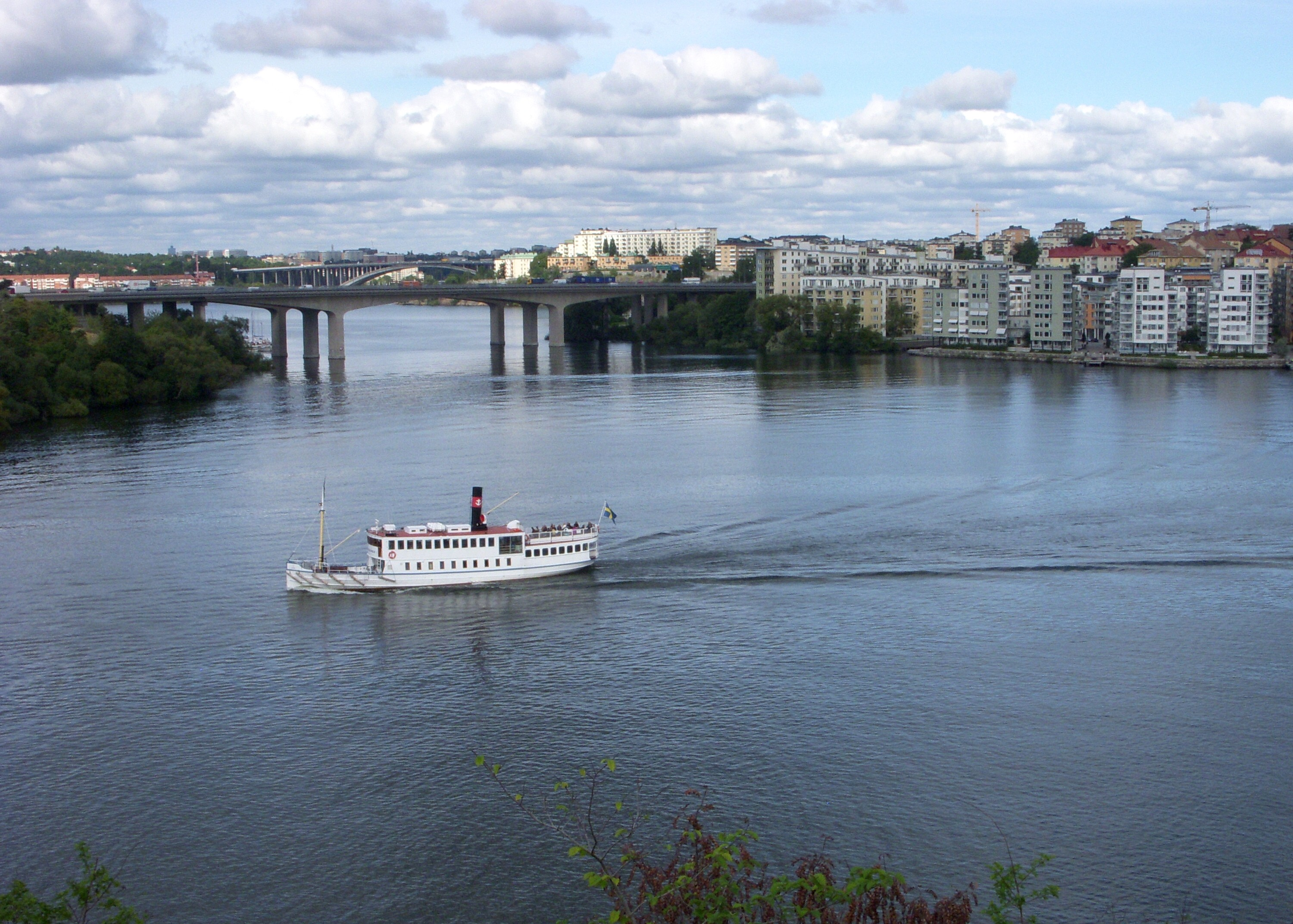
Utsikten över Essingebron från Ormberget, Gröndal
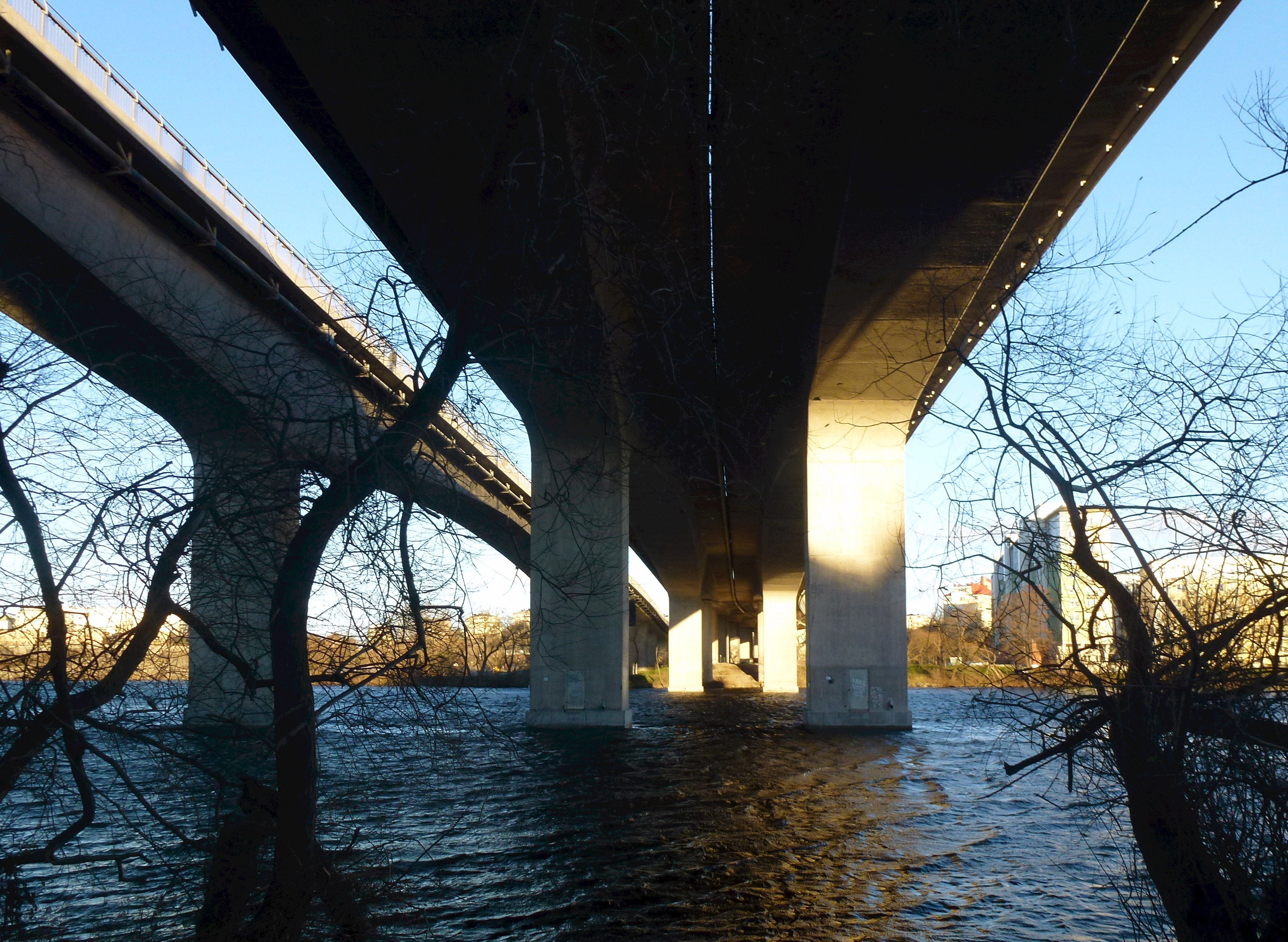
Essingebron sedd från Stora Essingen
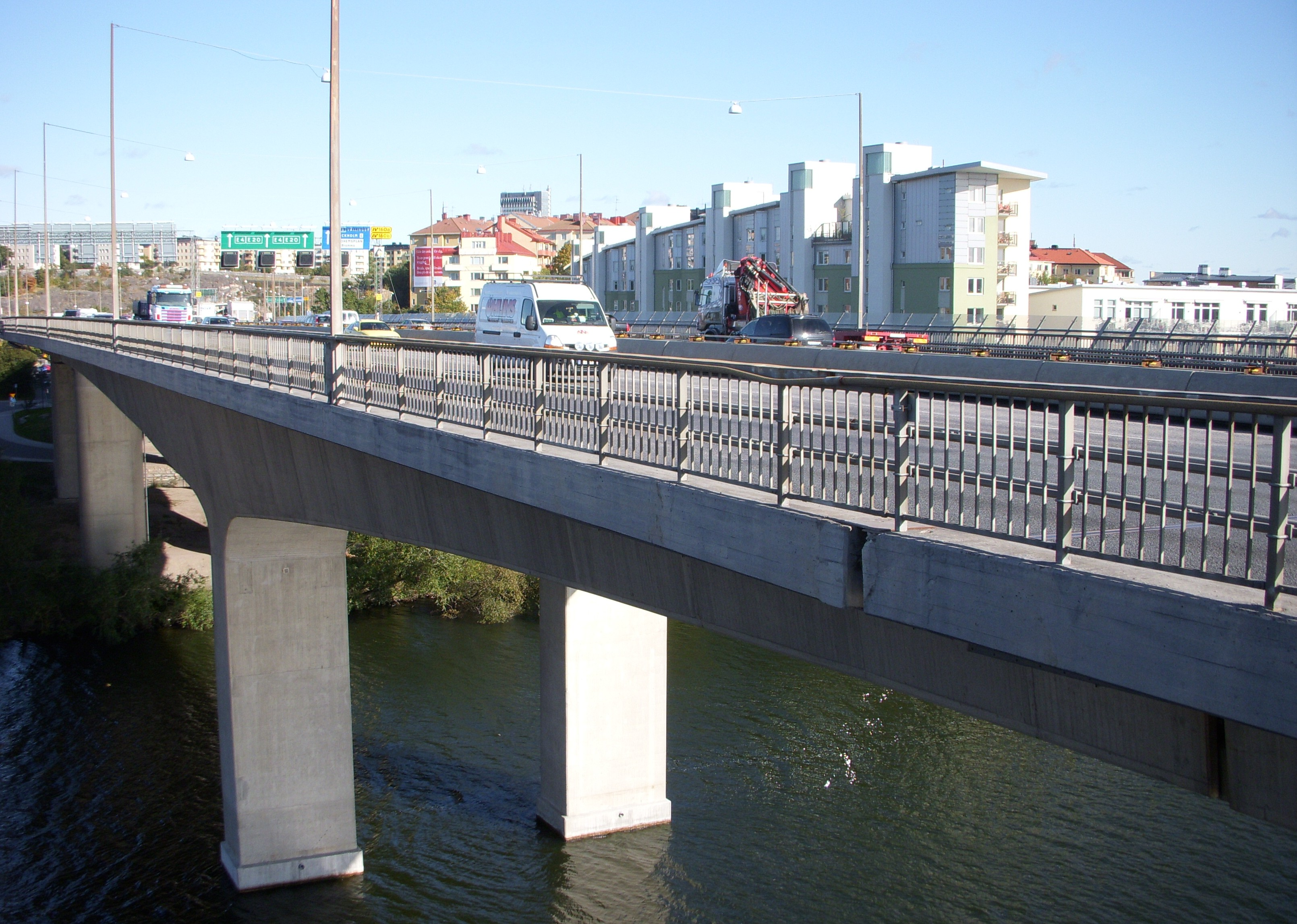
Essingebron sedd från lokalbron
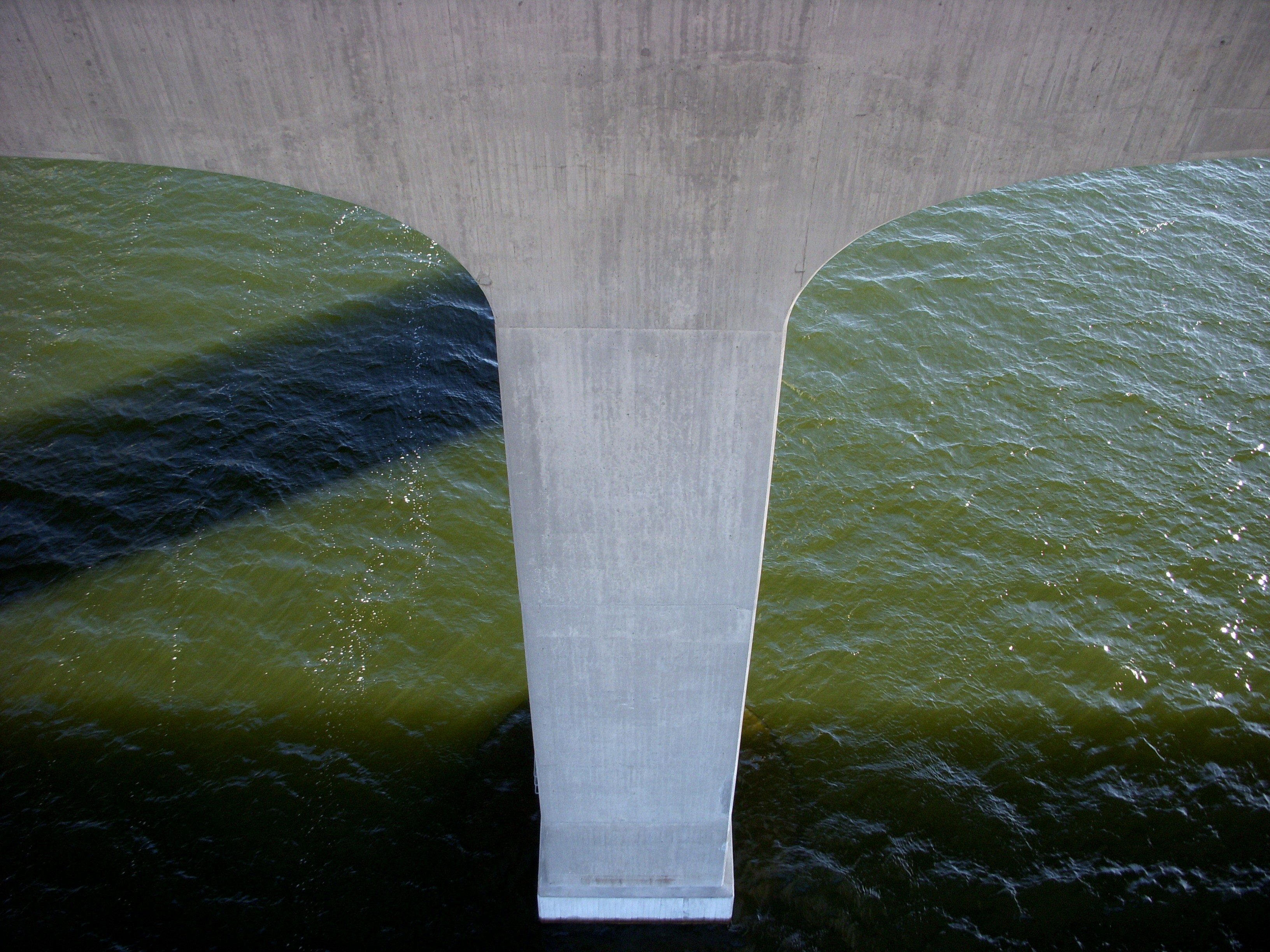
En av brons pelare i Essingedjupet
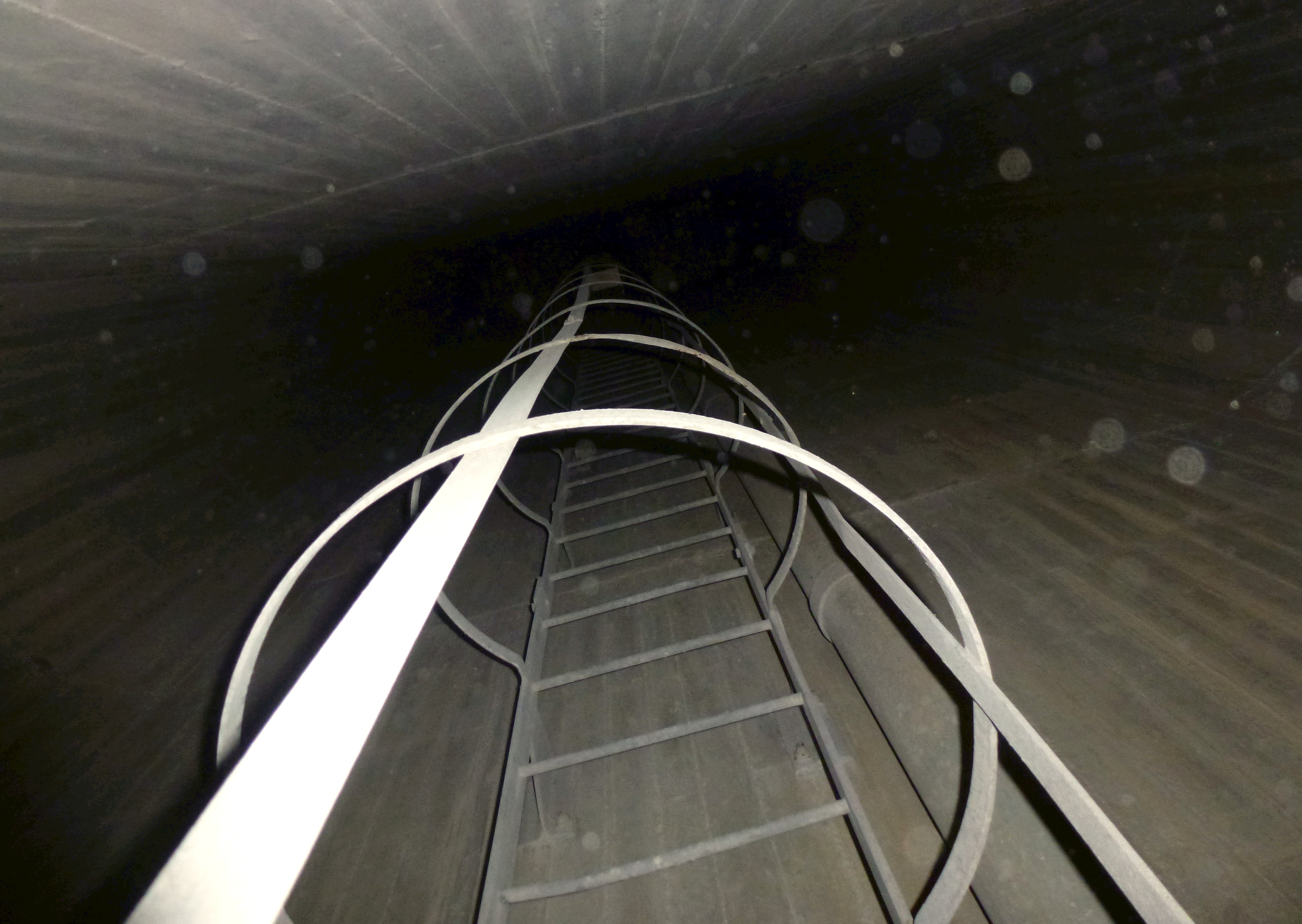
Uppstigningsschakt i en av bropelarna

## Anslutande broar
- Gröndalsbron (söderut)
- Fredhällsbron (norrut)